# Marie-Louise Berneri
Marie-Louise Berneri, född 1 mars 1918, död 13 april 1949, den äldre dottern till Giovanna och Camillo Berneri, var anarkist och
författare. Hon skrev böckerna "Varken öst eller Väst" och "En resa genom Utopia" och hon var även ansvarig för utgivningen av tidskriften Freedom. 
Hon dog oväntat av en virusinfektion i samband med en förlossning. Om "Resa genom Utopia" säger H.W. Targowski (1977) att "den är en lysande kritik av utopiskt tänkande ur ett anarkistiskt perspektiv". George Woodcock menar att "hon var en sann lärjunge till Kropotkin".